# Gimme Your Love
"Gimme Your Love" é uma canção escrita por Narada Michael Walden e Jeffrey Cohen e gravada em dueto entre Aretha Franklin e James Brown em 1989. Foi a primeira e única colaboração entre os dois cantores, sendo a faixa de abertura do álbum de Aretha Through the Storm e também aparece no álbum de BRown Soul Session Live. Foi lançada como single pela Arista Records e alcançou o número 48 da parada R&B. A canção foi recebida com frieza pelos críticos, com a revista Rolling Stone a descrevendo como "uma série de gritos e grunhidos tão desafiadores quanto bocejar".